# Chesterfield (Carolina del Sud)
Chesterfield è una città di 1 325 abitanti degli Stati Uniti d'America situata nell'omonima contea di Chesterfield, di cui ne è il capoluogo, nello Stato della Carolina del Sud.